# Polelya Macula
La Polelya Macula è una struttura geologica della superficie di Titano.